# Uroctea durandi

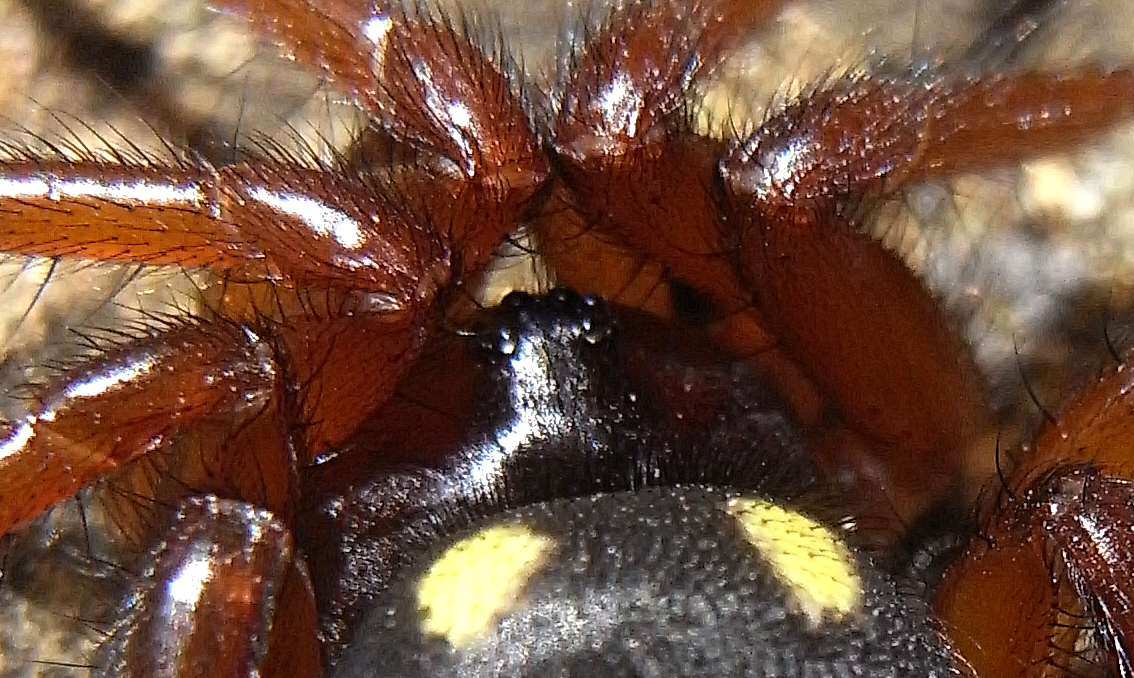
Bild 2: Kopf mit 8 Augen

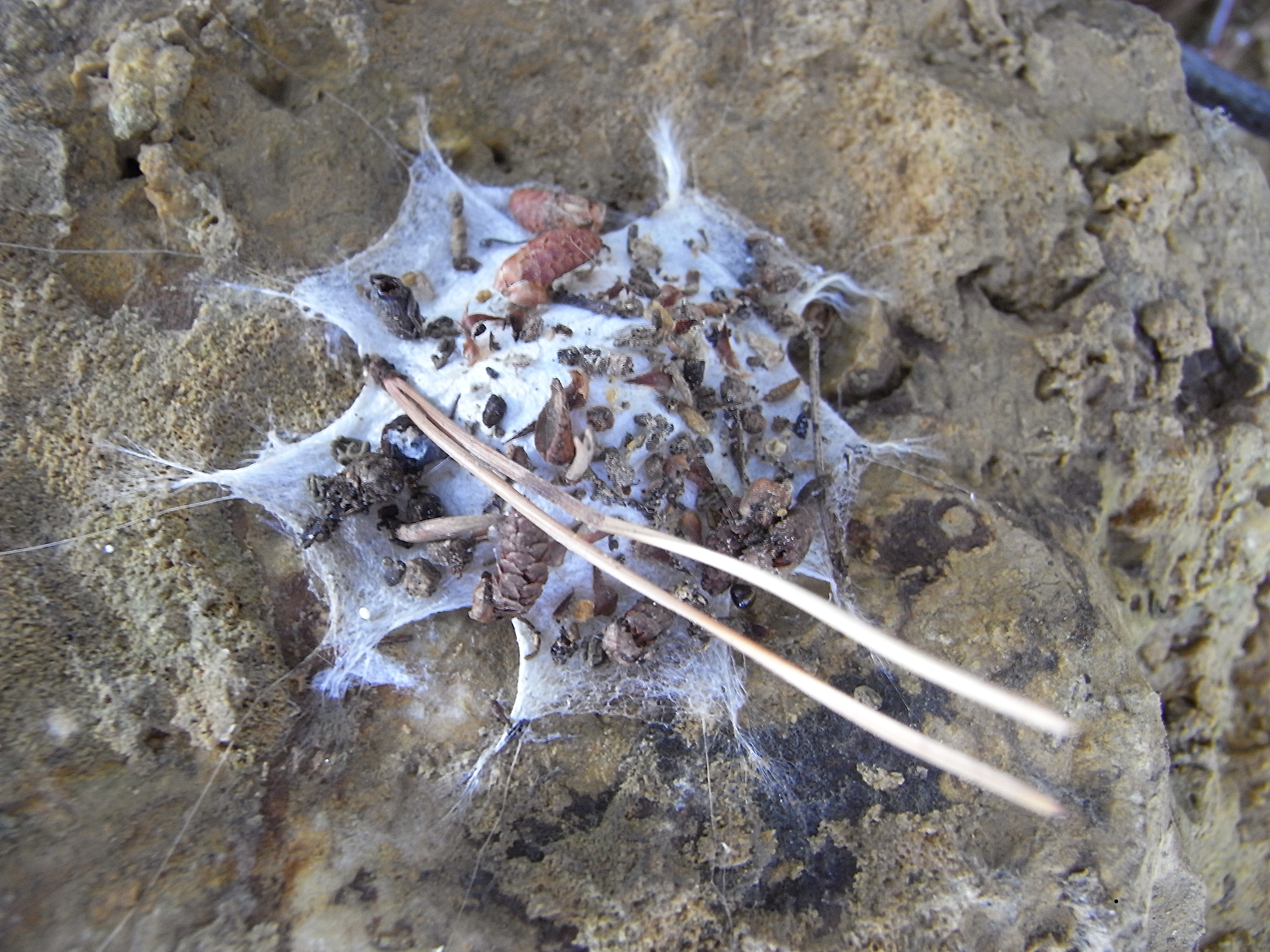
Bild 3: Wohngespinst

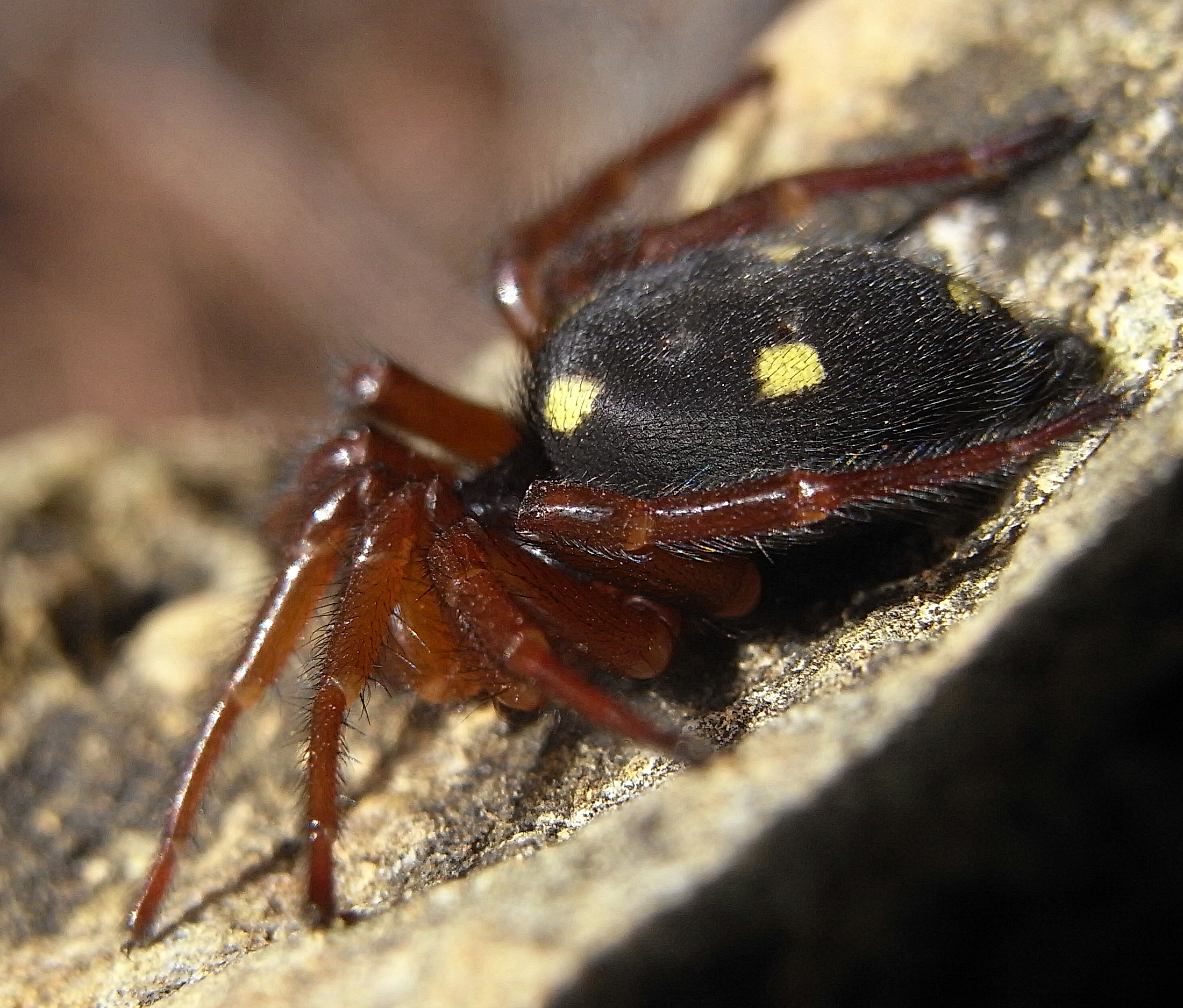
Bild 4: Seitenansicht

Uroctea durandi ist eine im Mittelmeergebiet heimische Spinne aus der Familie Oecobiidae, die ihr Netz unter großen Steinen hängend baut. In Europa gibt es zwei Arten der Gattung Uroctea.

## Merkmale
Die adulten Weibchen erreichen eine Körperlänge bis zu 16 Millimeter, die Männchen sind deutlich kleiner. Uroctea durandi ist vorwiegend schwarz gefärbt und hat auf dem Hinterkörper fünf gelbe Punkte. Dadurch ist sie unverwechselbar. Die acht Augen sind auf der Kopfoberseite in zwei Halbkreisen aus je vier Augen angeordnet (Bild 2).

## Biologie
Das zeltdachartige Scheibennetz (Bild 3) wird unter Steinen hängend gebaut und mit kleinen Steinchen, Nadeln usw. getarnt. Es zeigt beim adulten Tier etwa 4 cm Durchmesser und hat sechs bogenförmige Eingänge. Der Boden des „Zeltes“ besteht aus einem Gespinstteppich. Bei jeder Öffnung münden zwei lange Signalfäden. Wird einer dieser Fäden von einem Beutetier berührt, stürzt sich die Spinne aus der entsprechenden Öffnung und ergreift die Beute. Sie wird blitzschnell in Spinnfäden eingewickelt und dann in das Wohngespinst gezerrt.
Die Eier werden in das Wohngespinst abgelegt. Die daraus schlüpfenden Jungspinnen halten sich noch einige Zeit dort auf und werden von der Mutter bewacht.

## Vorkommen
Die Spinne tritt im Mittelmeerraum auf, vorwiegend in bewaldeten Gebieten, aber auch in sonnigen steinigen Ödländern.